# مارچلو نیتزولی
مارچلو نیتزولی (به ایتالیایی: Marcello Nizzoli)، (تلفظ ایتالیایی: [marˈtʃɛllo nitˈtsɔli])؛ (زادۀ ۲ ژانویهٔ ۱۸۸۷ میلادی – درگذشتۀ ۳۱ ژوئیهٔ ۱۹۶۹ میلادی) هنرمند، معمار، طراح صنعتی و طراح گرافیک اهل ایتالیا بود. او سال‌ها طراح اصلی اولیوتی بود و به‌ ویژه مسئول ماشین‌های تحریر قابل‌حمل لترا ۲۲ در سال ۱۹۵۰ میلادی بود.